# Szymon Rekita
Szymon Rekita (* 5. Januar 1994 in Biskupiec) ist ein ehemaliger polnischer Radrennfahrer.

## Werdegang
Nach dem Wechsel in die U23 ging Rekita nach Italien und fuhr zunächst für die Radsportvereine Velo Club Sestese und GFDD Altopack. Nach seinen Erfolgen bei den polnischen U23-Meisterschaften im Einzelzeitfahren in den Jahren 2014 und 2015 bekam er Ende 2015 die Möglichkeit, als Stagaire für das damalige UCI WorldTeam Trek Factory Racing zu fahren, jedoch kam es zu keinem Anschlussvertrag.
Zur Saison 2017 wurde Rekita dann Mitglied beim luxemburgischen UCI Continental Team Leopard Pro Cycling. Gleich im ersten Jahr erzielte er mit einem Etappengewinn bei der International Tour of Rhodes seinen ersten Erfolg auf der UCI Europe Tour. Es folgten ein Etappensieg bei der Tour du Jura Cycliste 2018 sowie der Gewinn einer Etappe und der Gesamtwertung bei der Tour of Antalya 2019.
Nach vier Jahren beim Team Leopard Pro Cycling wechselte Rekita zur Saison 2021 zum Voster ATS Team. Trotz einer erfolgreichen Saison 2022 mit vier Siegen sowie zwei Medaillen bei den nationalen Meisterschaften beendete er zum Ende der Saison seine Karriere als aktiver Radrennfahrer.

## Erfolge
2012
- Polnischer Meister – Einzelzeitfahren (Junioren)

2014
- Polnischer Meister – Einzelzeitfahren (U23)

2015
- Polnischer Meister – Einzelzeitfahren (U23)

2017
- eine Etappe International Tour of Rhodes

2018
- eine Etappe Tour du Jura Cycliste

2019
- Gesamtwertung und eine Etappe Tour of Antalya

2022
- Gesamtwertung und eine Etappe Tour of Szeklerland
- zwei Etappen Bulgarien-Rundfahrt